# Хохол, Йосеф

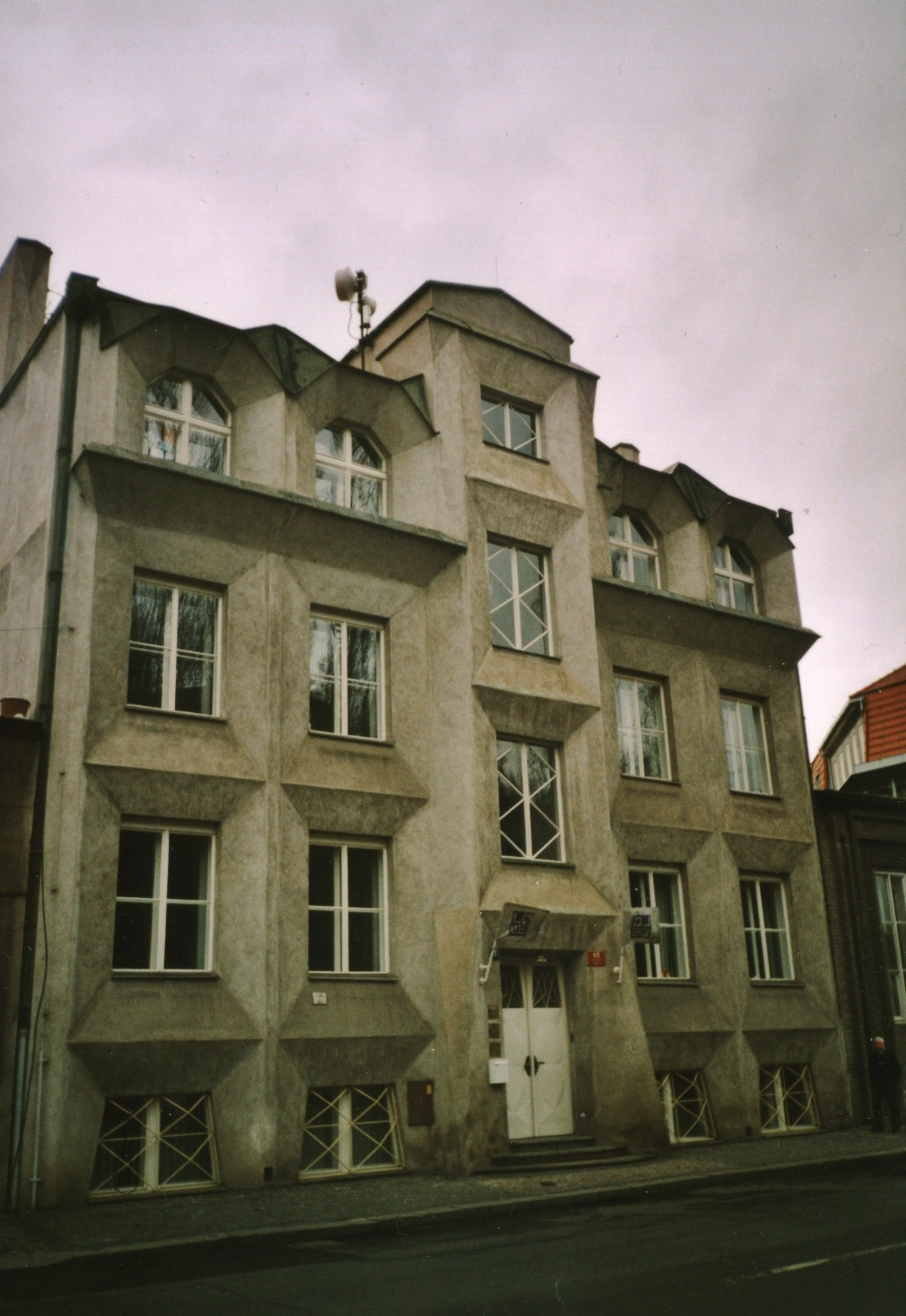
Дом в стиле кубизма дом в Вышеграде, Прага, Чешская Республика

Йосеф Хохол (чеш. Josef Chochol; 13 декабря 1880, Писек – 6 июля 1956, Прага) — чешский архитектор.

## Образование
Хохол изучал архитектуру в Чешском Техническом Университете в Праге (1908–1924), 
затем в академии в Вене, под руководством Отто Вагнера в 1907–1909 годах.

## Карьера
Он был одним из трёх самых значительных архитекторов в стиле кубизма, вместе с Павлом Янаком и Йозефом Гочаром.
Три здания, которые он спроектировал (1913) в Вышеграде (часть Праги), считаются шедеврами архитектуры кубизма. В 1914 году он отказался от стиля кубизма и начал работать в стиле конструктивизма. Большинством других его проектов (заводом и театром в стиле кубизма) восхищались, но они так и не были построены.
Хохол также активно участвовал в политике: он был одним из основателей организации Левый фронт и Ассоциации социалистических архитекторов.